# The Vampire Diaries (5.ª temporada)
A quinta temporada da série de televisão The Vampire Diaries foi renovada oficialmente pela The CW em 11 de fevereiro de 2013 — três meses antes do último episódio da quarta temporada — e está com estreia prevista para o dia 3 de outubro. A princípio, a temporada irá focar na transição de Katherine para humana, em Silas, no ingresso de alguns personagens na faculdade e uma descoberta chocante sobre o passado dos Salvatore.
A MTV (Brasil) exibiu a temporada completa somente às segundas-feiras do dia 17 de março até 11 de agosto de 2014.

## Elenco
No elenco regular teremos Nina Dobrev como Elena Gilbert e Katherine Pierce e Amara Jayane Alves, dubla a April Young, filha do Pastor Young. , Paul Wesley como Stefan Salvatore e Silas, Ian Somerhalder como Damon Salvatore, Steven R. McQueen como Jeremy Gilbert, Candice Accola como Caroline Forbes, Katerina Graham como Bonnie Bennett e Zach Roerig como Matt Donovan e Michael Trevino como Tyler Lockwood.
Para o elenco recorrente é esperada a participação de personagens da temporada anterior, Grace Phipps como April Young, Torrey DeVitto como Meredith Fell e Marguerite MacIntyre como Liz Forbes. Também é esperada a entrada de novos personagens.
Durante uma entrevista ao TVLine, a produtora executiva Julie Plec revelou que novos personagens irão entrar a partir dessa temporada, já que alguns personagens entraram para a universidade. Plec disse “Nós definitivamente entraremos em um novo mundo na Whitmore College, iremos conhecer novos amigos e inimigos”. Ela também disse “iremos ter várias pessoas desconhecidas adentrando em nosso universo, algumas das quais conheceremos bem e talvez, veremos novos interesses amorosos para alguns personagens”.
Com a estreia do spin off The Originals, Joseph Morgan, Daniel Gillies e Claire Holt que respectivamente interpretam Klaus, Elijah e Rebekah não faram mais parte da série, pois irão reprisar os seus respectivos personagens da série derivada de The Vampire Diaries. 
Em uma entrevista ao TV Guide, Claire Holt revelou que "Julie Plec deixou a porta aberta para que os personagens passeiem entre Vampire Diaries e The Originals". No entanto, Holt revela que, "apesar da garota ter encontrado uma companhia em Matt, ela precisará consertar sua relação com Klaus". Ela também disse que "tem esperanças de que os irmãos se reconectem novamente, já que eles tiveram bons momentos na década de 20."

### Elenco Regular
| Ator              | Personagem                                       | Frequência            |
| ----------------- | ------------------------------------------------ | --------------------- |
| Nina Dobrev       | Elena Gilbert / Katherine Pierce / Amara Petrova | 18 / 15 / 3 episódios |
| Paul Wesley       | Stefan Salvatore / Silas / Tom Avery             | 22 / 8 / 2 episódios  |
| Ian Somerhalder   | Damon Salvatore                                  | 22 episódios          |
| Candice Accola    | Caroline Forbes                                  | 19 episódios          |
| Kat Graham        | Bonnie Bennett                                   | 17 episódios          |
| Steven R. McQueen | Jeremy Gilbert                                   | 17 episódios          |
| Zach Roerig       | Matt Donovan                                     | 16 episódios          |
| Michael Trevino   | Tyler Lockwood                                   | 13 episódios          |

### Elenco Recorrente
| Ator                 | Personagem             | Frequência   |
| -------------------- | ---------------------- | ------------ |
| Michael Malarkey     | Lorenzo "Enzo"         | 12 episódios |
| Olga Fonda           | Nadia Petrova          | 12 episódios |
| Rick Cosnett         | Dr. Wes Maxfield       | 11 episódios |
| Shaun Sipos          | Aaron Whitmore         | 8 episódios  |
| Penelope Mitchell    | Olivia "Liv" Parker    | 8 episódios  |
| Marguerite MacIntyre | Elizabeth "Liz" Forbes | 6 episódios  |
| Raffi Barsoumian     | Markos                 | 6 episódios  |
| Kendrick Sampson     | Jesse                  | 5 episódios  |
| Chris Brochu         | Luke Parker            | 5 episódios  |
| Janina Gavankar      | Qetsiyah / Tessa       | 4 episódios  |
| Caitlin McHgh        | Sloan                  | 4 episódios  |
| Sabrina Mayfield     | Diane Freeman          | 3 episódios  |
| Jason McDonald       | Grayson Gilbert        | 3 episódios  |
| Jasmine Guy          | Sheila Bennett         | 3 episódios  |

### Elenco Convidado
| Ator              | Personagem                | Frequência                     |
| ----------------- | ------------------------- | ------------------------------ |
| Hans Hobma        | Gregor                    | 2 episódios                    |
| Tamara Austin     | Maria                     | 2 episódios                    |
| Rick Worthy       | Rudy Hopkins              | 2 episódios                    |
| Matt Davis        | Alaric Saltzman           | 2 episódios                    |
| Kayla Ewell       | Vicki Donovan             | 2 episódios                    |
| Claire Holt       | Rebekah Mikaelson         | 2 episódios                    |
| Daniel Gillies    | Elijah Mikaelson          | 1 episódio (alucinação)        |
| Joseph Morgan     | Niklaus "Klaus" Mikaelson | 1 episódio                     |
| Nathaniel Buzolic | Kol Mikaelson             | 1 episódio                     |
| Arielle Kebbel    | Alexia "Lexi" Branson     | 1 episódio                     |
| Sara Canning      | Jenna Sommers             | 1 episódio (alucinação)        |
| David Anders      | John Gilbert              | 1 episódio (alucinação)        |
| Bianca Lawson     | Emily Bennett             | 1 episódio (arquivo/flashback) |
| Hayley Kiyoko     | Megan                     | 1 episódio                     |
| Judd Lormard      | Giuseppe Salvatore        | 1 episódio (arquivo/flashback) |
| Trevor St. John   | Dr. Whitmore              | 1 episódio                     |
| Heather Memmens   | Maggie                    | 1 episódio                     |

## Sinopse
Durante a Upfront 2013/2014 da CW, o TV Fanatic liberou uma curta sinopse da quinta temporada:
"A quinta temporada começa com alguns personagens indo para a faculdade, um vampiro recém curado tentando sobreviver como humano e um incrível e nebuloso segredo sobre o passado dos Salvatore."

## Episódios
| Episódio # | Total # | Título (Título em Português)                                                           | Dirigido por       | Escrito por                               | Estreia                                        | Audiência em milhões (EUA) |
| --- | ------- | -------------------------------------------------------------------------------------- | ------------------ | ----------------------------------------- | ---------------------------------------------- | -------------------------- |
| 1 | 90      | "I Know what you did in the last summer (Eu Sei o Que Vocês Fizeram no Verão Passado)" | Lance Anderson     | Caroline Dries                            | 03 de Outubro de 2013 // 17 de Março de 2014   | 2,60                       |
| Depois de passar o verão desfrutando de sua relação apaixonada com Damon, e certificando-se de que Jeremy está se ajustando após seu retorno dos mortos, Elena está empolgada para ir para o dormitório na faculdade Whitmore com sua nova colega de quarto, Caroline. Ainda acreditando que Bonnie tem viajado por todo o verão e em breve se juntará a elas, Elena e Caroline são surpreendidas quando uma estudante chamada Megan (atriz convidada Hayley Kiyoko) aparece e anuncia que ela estará em seu quarto do dormitório também. Katherine faz uma aparição inesperada na casa de Salvatore e pede a Damon para ajudá-la, agora que ela é humana e vulnerável a seus inimigos. Matt e Rebekah retornam a Mystic Falls depois de passar um verão selvagem na Europa, onde se encontraram com a bela e misteriosa Nadia (atriz convidada Olga Fonda). Elena não pode afastar a sensação de que algo está errado com Stefan, e Silas faz uma aparição aterradora na festa na praça da cidade. |         |                                                                                        |                    |                                           |                                                |                            |
| 2 | 91      | "True Lies (Verdadeiras Mentiras)"                                                     | Brian Young        | Joshua Butler                             | 10 de Outubro de 2013 // 24 de Março de 2014   | 2,70                       |
| Sem contar para Elena que Stefan está desaparecido, Damon pede para que a Xerife Forbes lhe ajude a encontrar seu irmão. Elena e Caroline tentam descobrir quem está encobrindo um assassinato no campus, e um estudante chamado Jesse fornece para Elena algumas informações intrigantes sobre o Professor Wes Maxfield (Rick Cosnett). Enquanto Jeremy se esforça para voltar à sua antiga vida, ele continua a ser a única pessoa que pode ver e falar com Bonnie, mas ele não consegue convencê-la de que é hora de deixar que os outros saibam que ela sacrificou a sua própria vida por ele. Depois de saber que Silas está à procura de Katherine, Damon pede para Matt e Jeremy para mantê-la fora de vista, mas a situação rapidamente fica fora de controle. |         |                                                                                        |                    |                                           |                                                |                            |
| 3 | 92      | "Original Sin (Pecado Original)"                                                       | Jesse Warn         | Melinda Hsu Taylor & Rebecca Sonnenshine. | 17 de Outubro de 2013 // 31 de Março de 2014   | 2,80                       |
| Quando Elena e Katherine têm o mesmo sonho que Stefan está em perigo e precisa desesperadamente da ajuda deles, elas convencem Damon para ajudá-las a encontrar Stefan. No entanto, seus planos são contrariados por uma jovem misteriosa chamada Tessa (atriz convidada Janina Gavankar) que parece saber tudo sobre a história de Stefan. Em flashbacks de um tempo distante, Tessa revela os segredos chocantes de seu passado e o que ela tem planejado para o futuro. Ela também tem uma mensagem preocupante para Damon sobre o seu próprio futuro. Silas obriga um cúmplice disposto a ajudá-lo a procurar Katherine, levando a uma situação confusa e com risco de vida para Matt. Finalmente, Silas revela a razão pela qual ele está determinado a encontrar Katherine, e Damon e Elena enfrentam uma nova realidade preocupante. |         |                                                                                        |                    |                                           |                                                |                            |
| 4 | 93      | "For Whom The Bell Tolls (Por Quem Os Sinos Dobram)"                                   | Kelly Cyrus        | Sonny Postighone                          | 24 de Outubro de 2013 // 07 de Abril de 2014   | 2,50                       |
| Enquanto Mystic Falls se prepara para seu tradicional Dia da Memória para honrar os mortos, Damon e Elena tentam ajudar Stefan durante este período confuso, uma tarefa que acaba levando Elena a uma jornada emocional própria. Ao mesmo tempo, um preocupado Matt quer descobrir a razão de seus misteriosos apagões, e Caroline faz um esforço para conhecer Jesse melhor. Para completar, Jeremy faz uma confissão surpreendente que afeta Damon, enquanto o Dr. Maxfield coloca um plano médico em movimento capaz de mudar tudo. |         |                                                                                        |                    |                                           |                                                |                            |
| 5 | 94      | "Monsters Ball (Baile Dos Monstros)"                                                   | Michael Aliowitz   | Elizabeth R. Finch & Brett Mattews        | 31 de Outubro de 2013 // 14 de Abril de 2014   | 2,60                       |
| No campus da universidade, Elena fica tocada por um triste e reservado estudante, chamado Aaron (convidado especial Shaun Sipos). Elena e Damon vão ao baile histórico anual de Whitmore vestidos como Ana Bolena e Henrique VIII. Na festa, Elena dança com o Dr. Maxfield (convidado especial Rick Cosnett), que tem uma perturbadora mensagem para ela. A noite de Caroline na festa a leva da felicidade ao coração partido. Enquanto isso, Nadia (convidada especial Olga Fonda) revela uma história surpreendente para Katherine, e Damon tenta fazer um acordo com Silas. A exigência de Silas de que Damon cometa um ato impensável leva a um violento confronto. |         |                                                                                        |                    |                                           |                                                |                            |
| 6 | 95      | "Handle with Care (Manusear com cuidado)"                                              | Jeffrey Hunt       | Caroline Dries & Rolly Briy               | 07 de Novembro de 2013 // 21 de Abril de 2014  | 2,10                       |
| Feliz, Silas anuncia seu novo objetivo para Damon e Elena, mas o casal fica desconfiado quando o vilão promete fazer algo importante em troca de ajuda. Tessa confiantemente conta a Stefan seu próximo passo, mas logo percebe que Silas está um passo a sua frente. Uma Katherine desesperada descobre uma nova e inesperada consequência de ser humana novamente, e percebe precisar de um lugar para morar. Com isso, ela ajuda Caroline a obter respostas do Dr. Maxfield em troca de um lugar no dormitório da faculdade. Bonnie é tocada pela determinação e força de Jeremy de permanecer ao seu lado. Finalmente, Damon fica atordoado quando descobre um segredo do plano de Tessa. |         |                                                                                        |                    |                                           |                                                |                            |
| 7 | 96      | "Death and the Maiden (A morte e a donzela)"                                           | Leslie Libman      | Rebecca Sonnenshine                       | 14 de Novembro de 2013 // 28 de Abril de 2014  | -                          |
| Enquanto Elena (Nina Dobrev) e Damon (Ian Somerhalder) tentam explicar a situação de Amara (Nina Dobrev) para Stefan (Paul Wesley), Dr. Wes (ator convidado Rick Cosnett) dá a Katherine (Nina Dobrev) uma notícia profundamente perturbadora. Nadia (atriz convidada Olga Fonda), aparece no dormitório de Caroline(Candice Accola) em busca de Katherine(Nina Dobrev). Depois de uma conversa surpreendente com Amara, Jeremy (Steven R. McQueen) e Bonnie (Kat Graham) compartilham um vislumbre de esperança. Silas (Paul Wesley) não consegue manter uma promessa, fazendo com que Damon se volte para Tessa (atriz convidada Janina Gavankar) para obter ajuda com seu novo plano, e Stefan faz uma confissão dolorosa para Damon e Elena. |         |                                                                                        |                    |                                           |                                                |                            |
| 8 | 97      | "Dead Man on Campus (Um Homem Morto na Escola)"                                        | Rob Hardy          | Brian Young & Neil Reynolds               | 21 de Novembro de 2013 // 05 de Maio de 2014   | -                          |
| No Whitmore College, Elena (Nina Dobrev) e Caroline (Candice Accola) decide que é hora de fazer uma grande festa, mas seus planos são interrompidos quando Jesse (ator convidado Kendrick Sampson) precisa de repente a ajuda de Caroline. A pedido de Elena, Damon (Ian Somerhalder) vem com um método eficaz para obter Wes (ator convidado Rick Cosnett) para responder suas perguntas. Na festa, Elena descobre que ela e Aaron (ator convidado Sean Sipos) têm muito em comum, e Caroline cresce mais preocupados com Jesse. Enquanto isso, Katherine (Nina Dobrev) faz um favor para Matt (Zach Roerig) e consegue chegar até Stefan (Paul Wesley), que ainda está lutando para superar os eventos do verão. Finalmente, Bonnie (Kat Graham) faz o seu melhor para lidar com sua nova realidade, e Damon faz uma descoberta terrível sobre uma sociedade secreta. Steven R. McQueen também estrela. |         |                                                                                        |                    |                                           |                                                |                            |
| 9 | 98      | "The Cell (A Cela)"                                                                    | Chris Grismer      | Melinda Hsu Taylor                        | 05 de Dezembro de 2013 // 12 de Maio de 2014   | -                          |
| Stefan (Paul Wesley) continua a oferecer a Katherine (Nina Dobrev) o seu apoio durante a tentativa de mascarar sua própria dor, até que Caroline (Candice Accola) aparece com uma forma incomum de terapia. Depois de tentar fazer as pazes com Caroline, Elena (Nina Dobrev) cresce tão preocupado com Damon (Ian Somerhalder), que ela se vira para Aaron (ator convidado Shaun Sipos) para obter ajuda. Mais tarde, quando Damon diz a Elena sobre uma provação terrível em seu passado que ele foi mantido em segredo durante décadas, ela compartilha a informação perturbadora ela acabou de aprender sobre sua própria família. Finalmente, Aaron decide sobre um curso de ação desesperada depois de uma conversa com o Dr. Wes (ator convidado Rick Cosnett). |         |                                                                                        |                    |                                           |                                                |                            |
| 10 | 99      | "Fifty Shades of Grayson (50 tons de Grayson)"                                         | Kellie Cyrus       | Caroline Dries                            | 12 de Dezembro de 2013 // 19 de Maio de 2014   | -                          |
| Damon (Ian Somerhalder) percebe Elena (Nina Dobrev) está em perigo e pede ajuda de Stefan (Paul Wesley) para encontrá-la. Os irmãos fazem uma visita ao Aaron (ator convidado Shaun Sipos) e Damon e Stefan chocam ao revelar o seu conhecimento em primeira mão da família de Aarão. Em uma tentativa de parar Damon, Dr. Wes (ator convidado Rick Cosnett) libera sua arma secreta, forçando Damon a lidar com uma parte de seu passado o qual ele pensou que tinha ido embora para sempre, assim como as consequências do seu plano de décadas de vingança . Enquanto isso, Elena está horrorizada com confissões Dr. Wes 'sobre a história negra de Whitmore College e seu próprio objetivo final. Finalmente, uma Katherine frenética (Nina Dobrev) se vira para Matt (Zach Roerig) para obter ajuda, até que ela percebe que Nadia (atriz convidada Olga Fonda) pode ser o único que pode resolver seu problema. |         |                                                                                        |                    |                                           |                                                |                            |
| 11 | 100     | "500 Years of Solitude (500 Anos de Solidão)"                                          | Chris Grismer      | Julie Plec & Caroline Dries               | 23 de Janeiro de 2014 // 26 de Maio de 2014    | -                          |
| O EPISÓDIO 100: FLASHBACKS DA VIDA DE KATHERINE - Enfrentando uma nova crise, Katherine (Nina Dobrev) lembra da traumática noite em 1490 quando ela teve uma filha que foi imediatamente tirada de seus braços. Stefan (Paul Wesley) conta para Elena, Caroline (Candice Accola) e Bonnie (Kat Graham) que a saúde de Katherine está cada vez pior, enquanto Damon (Ian Somerhalder), Matt (Zach Roerig) e Jeremy (Steven R. McQueen) discutem alguns dos momentos mais inesquecíveis de Katherine em suas vidas. Nadia (atriz convidada Olga Fonda) arma um plano assustador para proteger sua mãe, e Elena e Stefan são obrigados a ajudar. Enquanto isso, Caroline fica atônita ao descobrir que esqueceu de contar para Elena uma notícia importante, o que a deixa histérica. Finalmente, Elena e Katherine compartilham um inesperado momento de conexão, quando Katherine toma o corpo de Elena. |         |                                                                                        |                    |                                           |                                                |                            |
| 12 | 101     | "The Devil Inside (O Diabo no Interior)"                                               | Kellie Cyrus       | Brett Matthews & Sonny Postiglione        | 30 de Janeiro de 2014 // 02 de Junho de 2014   | -                          |
| PROCURANDO NA ESTRADA – Quando Enzo (ator convidado Michael Malarkey) traz para Damon um presente inusitado e insiste para que os dois se unam num ato de vingança, Damon faz uma coisa honrável. Depois de se encontrar em conversas estranhas com Nadia (atriz convidada Olga Fonda), Matt decide dar uma festa, onde Caroline (Candice Accola) faz uma confissão para Elena (Nina Dobrev) e tem que encarar as consequências de suas atitudes com Stefan (Paul Wesley) e Tyler (Michael Trevino). Aaron (ator convidado Shaun Sipos) dá o seu melhor na tentativa de deixar o passado de sua família de lado e começar uma vida nova. Finalmente, Elena se encontra numa situação de vida ou morte com poucos minutos para decidir como se salvar. Kellie Cyrus dirigiu o episódio escrito por Brett Matthews e Sonny Postiglione. |         |                                                                                        |                    |                                           |                                                |                            |
| 13 | 102     | "Total Eclipse of the Heart (Eclipse total do coração)"                                | Darren Genet       | Rebecca Sonnenshine & Holly Brix          | 06 de Fevereiro de 2014 // 09 de Junho de 2014 | -                          |
| BEM-VINDO AO BAILE – Tentando fazer com que todos esqueçam dos trágicos acontecimentos recentes, Caroline (Candice Accola) convence Elena (Nina Dobrev) e Bonnie (Kat Graham) a irem à um baile na Whitmore College para estudantes, com os corações partidos. Bonnie fica intrigada com uma estudante chamada Liv (atriz convidada Penelope Mitchell), que parece estar se envolvendo com magia. Tyler (Michael Trevino) começa a ficar preocupado com o relacionamento de Matt (Zach Roerig) e Nadia (atriz convidada Olga Fonda). Depois de fazer uma descoberta assustadora, Stefan (Paul Wesley) tem uma conversa frustrante com Damon (Ian Somerhalder) e Enzo (ator convidado Michael Malarkey). Dr. Wes (ator convidado Rick Cosnett) luta para continuar sua pesquisa com a ajuda de um benfeitor chamado Sloan (Caitlin McHugh). Ainda procurando sua vingança, Damon e Enzo usam a violência para convencer Bonnie e Jeremy (Steven R. McQueen) a ajudá-los, mas o plano toma uma inesperada reviravolta. Darren Genet dirigiu o episódio escrito por Rebecca Sonnenshine e Holly Brix. |         |                                                                                        |                    |                                           |                                                |                            |
| 14 | 103     | "No Exit (Sem Saída)"                                                                  | Michael Allowitz   | Brian Young                               | 27 de Fevereiro de 2014 16 de Junho de 2014    | -                          |
| BOAS NOTÍCIAS, MÁS NOTÍCIAS – Enquanto o comportamento de Damon (Ian Somerhalder) se agrava de destrutivo para mortal, Stefan (Paul Wesley) começa a se arrepender de sua última conversa com seu irmão e decide ir atrás de Damon e intervir em seu comportamento. Por razões próprias, Elena (Nina Dobrev) se disponibiliza a ir junto. Dr. Wes (ator convidado Rick Cosnett) faz com que os Viajantes armem uma armadilha que fará com que Damon teste mais uma vez sua amizade com Enzo (ator convidado Michael Malarkey). Depois de uma conversa profunda com Nadia (atriz convidada Olga Fonda), Matt (Zach Roerig) faz com que Caroline (Candice Accola) e Tyler (Michael Trevino) ajudem a proteger Elena, levando a um violento confronto. Mais tarde, quando Stefan tenta confortar a abatida Caroline, a conversa deles leva a um terrível descobrimento. |         |                                                                                        |                    |                                           |                                                |                            |
| 15 | 104     | "Gone Girl (Menina desaparecida)"                                                      | Lance Anderson     | Melinda Hsu Taylor                        | 06 de Março de 2014 23 de Junho de 2014        | -                          |
| FLASHBACKS DA PROCURA DE NADIA POR KATHERINE – Enquanto Nadia (atriz convidada Olga Fonda) relembra seus longos séculos de procura por sua mãe, Stefan (Paul Wesley), Caroline (Candice Accola) e Matt (Zach Roerig) descobrem um plano para salvar a vida de Elena (Nina Dobrev). Pela segunda vez, Bonnie (Kat Graham) e Jeremy (Steven R. McQueen) precisam recorrer a Liv (atriz convidada Penelope Mitchell) por ajuda. Damon atrai Tyler (Michael Trevino) à um confronto desagradável, então vai embora atrás de vingança contra Dr. Wes (ator convidado Rick Cosnett). Caroline e Tyler chegam a um novo entendimento. Finalmente, Bonnie fica sabendo de um terrível segredo que ameaçará as vidas de seus amigos. |         |                                                                                        |                    |                                           |                                                |                            |
| 16 | 105     | "While You Were Sleeping (Enquanto Você Dormia)"                                       | Pascal Verschooris | Caroline Dries                            | 20 de Março de 2014 30 de Junho de 2014        | -                          |
| UM VÍRUS MORTAL – Quando Stefan (Paul Wesley) tenta explicar os acontecidos para uma Elena (Nina Dobrev) muito doente, o primeiro instinto dela é ligar para Damon (Ian Somerhalder). Ao mesmo tempo, Damon está tentando descobrir como confessar uma coisa perturbante para Elena. Pesquisando nos arquivos do Dr. Wes, Caroline (Candice Accola) descobre um segredo amedrontador, e fica surpresa quando Enzo (ator convidado Michael Malarkey) aparece, dizendo que tem a solução para tudo que ela procura. Com a insistência de Enzo, Caroline pede para Stefan encontrá-la num lugar misterioso onde um grupo de Viajantes se juntam a eles, incluindo Sloan (atriz convidada Caitlin McHugh), quem revela uma nova informação sobre a importância dos doppelgangers. Durante as férias de primavera no deserto campus da Whitmore, Elena conhece Luke (ator convidado Chris Brochu), um estudante que parece conhecê-la, mesmo que ela não tenha ideia de quem ele seja. Luke foi deixado recentemente pelo seu namorado, e propoem que ele e Elena passem um tempo juntos ficando bêbados, mas ela manda ele numa missão urgente para encontrar Bonnie (Kat Graham) e a bruxa “nova”, Liv (atriz convidada Penelope Mitchell). Damon finalmente conta para Elena todas os seus feitos recentes e eles chegam a um acordo sobre seu relacionamento. |         |                                                                                        |                    |                                           |                                                |                            |
| 17 | 106     | "Rescue Me (Livra-me)"                                                                 | Leslie Libman      | Brett Matthews & Nel Reynolds             | 27 de Março de 2014 07 de Julho de 2014        | -                          |
| MARKOS CHEGA A MYSTIC FALLS – A fim de manter Stefan (Paul Wesley) longe de ser prejudicado por Sloan (atriz convidada Caitlin McHugh ) e os viajantes, Caroline (Candice Accola) e Enzo (ator convidado Michael Malarkey) concordam em fazer uma viagem para Atlanta para encontrar uma doppleganger recém-descoberta. Caroline se surpreende quando Enzo se abre com ela sobre seu passado. Damon (Ian Somerhalder) e Elena (Nina Dobrev) passam uma tarde difícil na reunião de pais de Jeremy (Steven R. McQueen), onde ouvem más notícias sobre o seu comportamento na escola. Posteriormente, Damon relutantemente diz a Elena perturbantes notícias sobre a vida pessoal de Jeremy. Bonnie (Kat Graham) tem um encontro inquietante com Luke (ator convidado Chris Brochu), e aprende mais sobre sua história familiar. Liv (atriz convidada Penelope Mitchell) diz a Jeremy os rumores sobre o próximo movimento dos viajantes e demonstra seu poder considerável. Jeremy faz uma coisa inesperada com Liv, então toma uma decisão que é devastadora para Elena. Stefan e Caroline compartilham um momento especial de amizade. Finalmente, em um aterrorizante evento no acampamento, os viajantes trazem o seu misterioso líder, Markos (ator convidado Raffi Barsoumian).                                                                         |         |                                                                                        |                    |                                           |                                                |                            |
| 18 | 107     | "Resident Evil (Habitante do Mal)"                                                     | Paul Wesley        | Brian Young & Caroline Dries              | 17 de Abril de 2014 14 de Julho de 2014        | -                          |
| Stefan e Elena começam a ter sonhos visões sobre versões alternativas de si mesmos em conjunto, tentando atraí-los mais próximos. Damon acha isso perturbador com Elena e Stefan. A mãe de Caroline e o povo da cidade foram possuídos pelos viajantes. Damon e Enzo descobrem que Markos (O Líder dos viajantes) é a causa das visões. Enquanto Markos e Damon tem uma conversinha, Markos promete Damon para parar as visões. |         |                                                                                        |                    |                                           |                                                |                            |
| 19 | 108     | "Man on Fire (Homem em Chamas)"                                                        | Michael Allowitz   | Melinda Hsu Taylor & Matthew D'Ambrosio   | 24 de Abril de 2014 21 de Julho de 2014        | -                          |
| Stefan tenta distrair Elena da obsessão do estado de seu relacionamento com Damon, enquanto Bonnie faz seu melhor para ser realista sobre como as mudanças no outro Lado afetará sua existência como âncora. Damon exige a faca dos viajantes, forçando Jeremy e Matt a admitirem que ela está perdida. Nos flashbacks da noite de eleição dos anos 60, Enzo revela a Elena, Stefan e Bonnie que descobriu o que aconteceu com seu amor perdido de longa data, Maggie (atriz convidada Heather Hemmens), e então, com a ajuda involuntária de Liv (atriz convidada Penelope Mitchell) e Luke (ator convidado Chris Brochu), as coisas tomam um rumo feio. Tentando acalmar Enzo, Damon intervém, mas suas palavras fazem com que ele tome uma decisão desesperada e perigosa que leva a um confronto violento com Stefan. Finalmente, Markos (ator convidado Raffi Barsoumian) pede ajuda a Sloan (atriz convidada Caitlin McHugh) em um ritual destinado a quebrar uma maldição antiga contra os viajantes. Tyler é forçado a ter uma participação perigosa no ritual, enquanto testemunha o incrível poder que os viajantes agora possuem. |         |                                                                                        |                    |                                           |                                                |                            |
| 20 | 109     | "What Lies Beneath (A Verdade Escondida)"                                              | Joshua Butler      | Elisabeth R. Finch & Holly Brix           | 1 de Maio de 2014 28 de Julho de 2014          | -                          |
| Quando Tyler aparece na Mansão dos Salvatore com as notícias de que o plano de Markos (ator convidado Raffi Barsoumian) para quebrar a maldição das bruxas coloca Stefan e Elena em um perigo iminente, Damon sugere que eles se escondam em uma casa escondida que já foi do pai de Caroline. Quando estão lá, fica óbvio para Caroline que Stefan e Elena estão escondendo um segredo, então Damon aparece com um jogo de salão destinado a expôr a verdade. Uma presença fantasmagórica na casa usa violência e fogo pra se fazer conhecido. Enquanto isso, Matt se encarrega do plano de Tyler para obter informações de um dos Viajantes, e Bonnie continua a esconder a verdade sobre o Outro Lado de Jeremy, apesar dos avisos de Sheila (atriz convidada Jasmine Guy) |         |                                                                                        |                    |                                           |                                                |                            |
| 21 | 110     | "Promised Land (A Terra Prometida)"                                                    | Michael Allowitz   | Rebecca Sonnenshine                       | 8 de Maio de 2014 4 de Agosto de 2014          | -                          |
| Quando Stefan e Elena escapam do controle de Markos (ator convidado Raffi Barsoumian), apenas para se encontraram presos em um local deserto, Stefan fica filosófico com Elena sobre seu relacionamento com Damon. Depois que suas tentativas de protegerem as duplicatas falham, Liv (atriz convidada Penelope Mitchell) e Luke (ator convidado Chris Brochu) aparecem com uma nova estratégia perigosa. Damon recruta Matt e Jeremy para ajudá-lo a armar uma armadilha para Markos, que acaba tendo uma própria surpresa devastadora. Bonnie finalmente admite para Caroline que ela está escondendo de todos a verdade sobre o Outro Lado. Finalmente, quando Bonnie procura desesperadamente por uma maneira de parar Markos, Caroline testemunha um ato inusitado de violência por um dos Viajantes. |         |                                                                                        |                    |                                           |                                                |                            |
| 22 | 111     | "Home (Lar)"                                                                           | Chris Grismer      | Caroline Dries & Brian Young              | 15 de Maio de 2014 11 de Agosto de 2014        | -                          |
| Depois de ficar com o coração quebrado por uma tragédia inesperada, Damon está focado em se manter junto, enquanto pressiona Bonnie mais do que nunca para encontrar uma forma de parar a desintegração do Outro Lado. Elena assume o problema em suas próprias mãos e exige que Liv (atriz convidada Penelope Mitchell) e Luke (ator convidado Chris Brochu) a ajudem, mas Liv se recusa a ajudar até que Caroline fornece a ela uma motivação pessoal especial. A Xerife Forbes (atriz convidada Marguerite McIntyre) fica horrorizada quando Markos (ator convidado Raffi Barsoumian) usa violência contra Tyler/Julian para provar que Mystic Falls agora está sob o controle dos Viajantes. Com novas informações vindas da Xerife Forbes, Damon aparece com um plano perigoso que tem base em uma fração de segundo de Jeremy e Matt. A observação fora de hora de Liv sobre Stefan faz com que Caroline responda de uma forma surpreendentemente emocional. Com as condições do Outro Lado piores, Bonnie tem a oportunidade de acertar um ranking velho. Finalmente, o plano de Damon causa uma explosão gigante em Mystic Falls, e todos são pegos na confusão, deixando um rastro de heroísmo, sacrifício, alívio e desespero. |         |                                                                                        |                    |                                           |                                                |                            |